# Ук (Челябинская область)
Ук — посёлок в Ашинском районе Челябинской области России. Административный центр Укского сельского поселения.

## География
Посёлок расположен на границе с Башкортостаном, на западной окраине Аши.
Через посёлок протекает одноимённая река.

## Население
| 2002 | 2010  |
| ---- | ----- |
| 1229 | ↘1094 |

### Половой состав
По данным Всероссийской переписи, в 2010 году численность населения посёлка составляла 1094 человека (525 мужчин и 569 женщин).
Проживают русские, башкиры.

## Улицы
| - ул. Береговая, - ул. Весёлая, - ул. Вокзальная, - ул. Дружбы, - ул. Запрудная, - ул. Заречная, | - ул. Кирова, - ул. Крупская, - ул. Ленина, - ул. Лесная, - ул. Луговая, - ул. Максима Горького, | - ул. Маркса, - ул. Мира, - ул. Первомайская, - ул. Пионерская, - ул. Полевая, - ул. Производственная, | - ул. Пушкина, - ул. Солнечная, - ул. Суворова, - ул. Уфимская, - ул. Фрунзе, - ул. Энгельса. |

## Инфраструктура
Функционирует средняя общеобразовательная школа.

## Религия
Православные храмы
- Церковь Георгия Победоносца